# Лондон (фильм)
«Лондон» (англ. London) — американский художественный фильм 2005 года в жанре мелодрамы, поставленный режиссёром Хантером Ричардсом. Действие фильма сосредоточено вокруг девушки по имени Лондон.

## Сюжет
Сид получает звонок от одного из своих друзей, о том, что его бывшая девушка Лондон уезжает в Калифорнию со своим новым парнем, по случаю чего она устраивает прощальную вечеринку. Хотя Сид и не приглашён на это событие, он решает туда пойти со своим новым знакомым Бэйтменом.
Придя на вечеринку, Сид и Бэйтмен запираются в ванной и нюхают дорожку за дорожкой кокаина, беседуя о любви, сексе и боли.

## В ролях
| Актёр           | Роль        |
| --------------- | ----------- |
| Джессика Бил    | Лондон      |
| Крис Эванс      | Сид         |
| Джейсон Стейтем | Бэйтмен     |
| Джой Брайант    | Мэллори     |
| Айла Фишер      | Ребекка     |
| Дейн Кук        | Джордж      |
| Келли Гарнер    | Мая         |
| Кэт Деннингс    | Лилли       |
| Луи Си Кей      | терапевт    |
| Лина Эско       | Келли       |
| Пола Паттон     | Алекс       |
| Кейси Лабоу     | Доминатрикс |

## Саундтрек
Все инструментальные композиции для фильма были исполнены американским дуэтом The Crystal Method. 24 февраля 2006 года эти треки были выпущены на CD под названием London (Original Motion Picture Soundtrack).

### Список композиций
1. «London»
2. «Restless»
3. «Smoked»
4. «Fire to Me»
5. «Roboslut»
6. «Defective»
7. «Vice»
8. «Crime» by Troy Bonnes
9. «C’mon Children»
10. «Onesixteen»
11. «Sucker Punch»
12. «Glass Breaker»
13. «I Luv U»
14. «Nothing Like You and I»